# هنشو، نورث‌آمبرلند
هنشو (به انگلیسی: Henshaw) یک روستا و محله مدنی در بریتانیا است که در نورث‌آمبرلند واقع شده‌است. هنشو ۷۶۲ نفر جمعیت دارد.